# John Foster (cantante)
John Foster, pseudonimo di Paolo Occhipinti (Milano, 23 agosto 1939), è un giornalista e cantante italiano.
Secondo Fernando Fratarcangeli, "la sua è stata, senza ombra di dubbio, una delle voci più belle dell'intero decennio degli anni Sessanta".

## Biografia

### Carriera artistica (1958-1967)
Figlio di un agente assicurativo di origine palermitana, inizia a suonare la chitarra all'età di dodici anni; dopo aver conseguito la maturità classica intraprende l'attività musicale come cantante di un complesso, con cui si esibisce anche in Inghilterra; durante il soggiorno in Inghilterra chiede a un suo amico barista di farlo esibire nel locale in cui lavora, e canta i successi italiani più conosciuti come Lazzarella o Nel blu dipinto di blu. Tornato in Italia, ottiene nel 1958 un contratto discografico con la Phonocolor, etichetta di Natale Sciascia, e pubblica alcuni flexi-disc con gli pseudonimi Paolo Pinti e Paul Williams; adotta poi lo pseudonimo John Foster in quanto le prime incisioni sono cover di brani statunitensi cantate in inglese e fatte passare come dischi importati dall'estero (un espediente di marketing che la Phonocolor usò anche con altri cantanti, come Lottie Rivers e Paul Williams), e lo pseudonimo viene scelto perché durante il soggiorno a Londra si è accorto che erano il nome e cognome più diffusi e che c'erano tanti i John Foster sulla guida telefonica.
Dopo il passaggio alla lingua italiana ottiene il grande successo con Eri un'abitudine, brano originale, pur continuando con le cover, tra le quali ebbe successo Non finirò d'amarti, I Can't Stop Loving You nell'originale di Ray Charles: in Italia la sua versione supera, dal punto di vista delle vendite, di gran lunga quella di Ray Charles.
Nel 1964 pubblica il suo brano più famoso, Amore scusami, presentata ad Un disco per l'estate 1964 e portata al primo posto della classifica dei 45 giri, diventando il vincitore morale della manifestazione.
La canzone è poi ripresa da numerosi interpreti, e anche all'estero ottiene successo grazie alle interpretazioni di Dalida, Robert Goulet e Jerry Vale; nello stesso anno John Foster si sposa con Nicoletta Doris.
Nel 1965 partecipa al Festival di Sanremo con Cominciamo ad amarci, in abbinamento con Joe Damiano, ad Un disco per l'estate con È solo un giorno e alla Caravella dei Successi con Al primo quarto di luna.
Nel 1966 Foster torna a Sanremo con Se questo ballo non finisse mai, in abbinamento con Paola Bertoni, che non raggiunge la finale come il brano dell'anno precedente.
Tra gli altri successi Eri un'abitudine, Al primo quarto di luna, En plein soleil, A gonfie vele, Sermonette.
Nel 2020 ritorna in maniera estemporanea all'attività di cantante con una versione di Vedrai, vedrai di Luigi Tenco, il cui video viene diffuso su You Tube.

### Carriera giornalistica (dal 1968 in poi)
Inizia la carriera giornalistica alla fine degli anni sessanta.
Entrato alla Rizzoli, è nominato direttore del settimanale Novella 2000, carica che ricopre per sei anni dal (1968 al 1974). Dopo una breve direzione di Annabella diventa direttore di Oggi, rimanendo alla guida del settimanale per quasi trent'anni.
In seguito diventa direttore editoriale alla RCS, incarico che ricopre dal 2005 al 2015.

## Discografia

### Album
- 1963: I successi di John Foster (Style, STLP 8052)
- 1964: Nel mondo dei giovani (Style, STLP 8054)
- 1965: Cominciamo ad amarci (Style, STLP 8055)

### EP
- 1959: Why/Dream Lover/Felicità/Ya-Ya (Phonocolor, MEP 4002)

### Singoli
- 1959: It Is No True/Les Gitans (Phonocolor, MS 1010)
- 1959: Home on the Range/Fascination (Phonocolor, MS 1013; solo sul lato A, lato B cantato da Lottie Rivers)
- 1959: Patricia/When (Phonocolor, MS 1019; solo sul lato A, lato B cantato da Lottie Rivers)
- 1959: I Wanna/Le Jour Ou La Plouie Viendra (Phonocolor, MS 1021; solo sul lato A, lato B cantato da Carla Riva)
- 1959: Smoke Gets in Your Eyes/Tom Doley (Phonocolor, MS 1028; solo sul lato A, lato B cantato da Paul Williams)
- 1959: Jamaica Farewell/Arrivederci (Phonocolor, MS 1036; solo sul lato A, lato B cantato da Carla Riva)
- 1959: Felicità/Ya-Ya (Phonocolor, MS 1037)
- 1959: Dream Lover/Why (Phonocolor, MS 1042)
- 1960: Scandalo al sole/Stuck on You (Phonocolor, MS 1054)
- 1960: White Christmas/Stille Nacht (Phonocolor, MS 1068)
- 1960: Nessuno al mondo/Fame and Fortune (Phonocolor, MS 1071)
- 1960: What a Sky/Mack the Knife (Phonocolor, MS 1087)
- 1960: Itsy Bitsy Teenie Weenie Yellow Polkadot Bikini/Jamaica Farewell (Phonocolor, MS 1088)
- 1961: La canzone di Alamo/North to Alaska (Phonocolor, MS 1112)
- 1961: Just the Same Old Line/Are You Sure? (Phonocolor, MS 1113)
- 1961: Nell'ombra/Legata a un granello di sabbia (Phonocolor, MS 1134)
- 1961: In cerca di te/Al buio (Phonocolor, MS 1143)
- 1962: The Twist/Sermonette (Phonocolor, MS 1159)
- 1962: Luna malinconica/Gingillo (Phonocolor, MS 1163)
- 1962: Sermonette/Bella al buio (Phonocolor, MS 1181)
- 1962: Mia cara Josephine/Tradizionale (Style, STMS 513)
- 1962: Josephine/Stuck on You (Style, STMS 515)
- 1962: Speedy Gonzales/Il mondo dei giovani (Style, STMS 521)
- 1962: Non finirò d'amarti/Dove vai Jack? (Style, STMS 524)
- 1962: Original madison/A Dubliu (Style, STMS 533; solo lato B, sul lato A Vanna Scotti)
- 1962: Why Won't You Listen/Whisky notte (Style, STMS 539)
- 1963: La ballata del pedone/Uno per tutte (Style, STMS 548)
- 1963: Sermonette/Why Won't You Listen (Style, STMS 551)
- 1963: L'accendino/Buona notte amore (Style, STMS 552)
- 1963: Eri un'abitudine/La marcia dell'amore (Style, STMS 564)
- 1963: Solo me ne vo per la città/Josephine (Style, STMS 570)
- 1964: Se tu vuoi/Ju bi ju (Style, STMS 574)
- 1964: Ed ora insegnami/Relax (Style, STMS 584)
- 1964: Amore scusami/Dedicata a Paola (Style, STMS 588)
- 1964: Io e te/La ragazza del terzo piano (Style, STMS 598)
- 1964: Chi sei amore?/Ballando con te (Style, STMS 602)
- 1965: Cominciamo ad amarci/Arrivederci, amore mio (Style, STMS 604)
- 1965: È solo un giorno/A gonfie vele (Style, STMS 608)
- 1965: Plein soleil/Improvvisamente tu (Style, STMS 609)
- 1965: Al primo quarto di luna/Solo tu (Style, STMS 624)
- 1966: Se questo ballo non finisse mai/È troppo facile (Style, STMS 627)
- 1966: Non cercarmi più/Ciao mare (Style, STMS 632)
- 1966: Lui no/È troppo facile (Style, STMS 637)
- 1966: Amore scusami/È solo un giorno (Style, STMS 640)
- 1966: Maria Maria/Ti voglio tanto bene (Style, STMS 645)
- 1966: Non finirò d'amarti/Ti voglio tanto bene (Style, STMS 665)
- 1967: Che strada fai/A luce di candela (Style, STMS 667)

### Flexi Disc
A nome Paolo Pinti
- 1958: Non partir (Phonocolor, N 5058)
- 1958: Ti dirò (Phonocolor, N 5059)
- 1959: Guarda che luna (Phonocolor, N 5077)
- 1959: Aurevoir (Phonocolor, N 5078)

A nome Paul Williams
- 1958: Seven Lonely Days (Phonocolor, N 5025)
- 1958: Cheek to Cheek (Phonocolor, N 5044)
- 1958: Singin' in the Rain (Phonocolor, N 5045)
- 1958: Banana Boat (Phonocolor, N 5055)

## Filmografia
- Due mattacchioni al Moulin Rouge, regia di Giuseppe Vari (1964)

### Libri
- Ernesto Bassignano, John Foster, in Gino Castaldo (a cura di), Dizionario della canzone italiana, Milano, Armando Curcio Editore, 1990,  pp. 707-708.
- Maurizio Carpinelli, C'era una volta… il disco. Storia della discografia italiana (1960-1969), Pisa, Roma, Istituti Editoriali e Poligrafici Internazionali, 2001, ISBN 88-8147-218-X.
- AA.VV., John Foster, in Discografia Italiana, Roma, Raro!, 2006,  pp. 275-276.
- Eddy Anselmi, John Foster, in Festival di Sanremo. Almanacco illustrato della canzone italiana, Modena, edizioni Panini, 2009,  pp. 714.
- Maurizio Maiotti e Augusto Morini, L'intera discografia italiana dell'etichetta Phonocolor-Style, Milano, Maurizio Maiotti Editore, 2015,  p. 4.

### Riviste
```
* 
 
Radiocorriere TV
, n.
 
43/1964, 18-24 ottobre 1964,  p.
 
8.
```

- Le canzoni di un disco per l'estate, supplemento di TV Sorrisi e Canzoni, n. 23, Foligno, Campi editore, maggio 1965.
- Fernando Fratarcangeli, Un disco per l'estate 1965, in Raro!, n. 81, settembre 1987.
- Fernando Fratarcangeli, Un disco per l'estate 1964, in Raro!, n. 78, Roma, maggio 1987.
- Fernando Fratarcangeli, John Foster, in Raro!, n. 197, Roma, Raro!, marzo 2008,  pp. 16-20.